# اناکایام
اناکایام (به انگلیسی: Anakkayam) یک منطقهٔ مسکونی در هند است که در کرالا واقع شده‌است.